# Todesfall Gabby Petito
Der Todesfall Gabby Petito war ein Kriminalfall, der in der zweiten Jahreshälfte 2021 große mediale Aufmerksamkeit in den Vereinigten Staaten erlangte. Ein YouTuber-Pärchen geriet während eines Urlaubs in Streit, der mit dem gewaltsamen Tod der 22-jährigen Gabby Petito endete. Der Fall wurde verfilmt.

## Vorgeschichte
Die am 19. März 1999 geborene Gabrielle Venora „Gabby“ Petito stammte aus Blue Point auf Long Island im US-Bundesstaat New York. Auf der High School lernte sie ihren späteren Partner Brian Christopher Laundrie kennen. Im März 2019 wurden die beiden ein Paar. Ab 2020 wohnten sie zusammen bei Laundries Eltern in North Port in Florida. Laundrie arbeitete in einer Saftbar, Petito als Ernährungsberaterin.
2021 begaben sich Petito und Laundrie, die zu diesem Zeitpunkt verlobt waren, auf einen „road trip“, eine längere Reise per Automobil, durch die Vereinigten Staaten. Sie nutzten hierfür einen 2012 gebauten Ford Transit Connect, der Petito gehörte und den die beiden für die Reise umgebaut hatten. Am 4. Juli brach das Paar in Blue Point auf, nachdem sie dort den Schulabschluss von Petitos Bruder gefeiert hatten. Ziel war es, am 31. Oktober, also 17 Wochen später, Portland im Nordwesten der Vereinigten Staaten zu erreichen. Ihre Reise, die sie unter anderem durch Nationalparks in Kansas, Colorado und Utah führte, dokumentierten sie auf YouTube und Instagram.

## Zwischenfall und Verschwinden

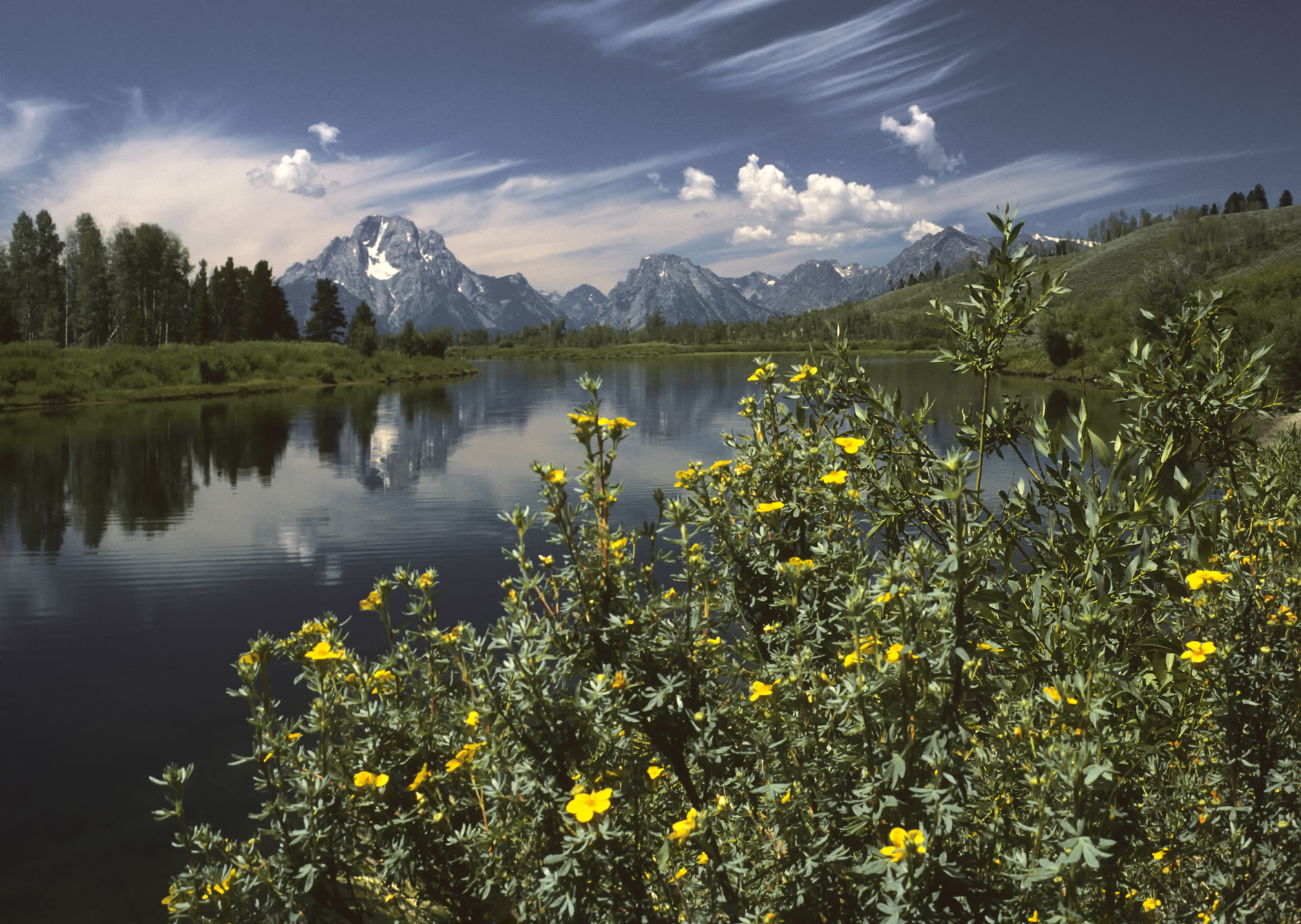
Grand Teton National Park

Am 12. August 2021 setzte eine Person in Moab im Bundesstaat Utah einen Notruf bei der Polizei ab und gab an, Augenzeuge eines handgreiflichen Streits zwischen einem Mann und einer Frau gewesen zu sein. Die Polizei ging dem Notruf nach und ermittelte Laundrie und Petito als die fraglichen Personen, die gerade mit erhöhter Geschwindigkeit durch Moab fuhren und dabei durch unsichere Fahrweise auffielen. Die beiden gaben an, sich gestritten zu haben, wobei Petito handgreiflich gegen Laundrie geworden sei. Petito gab einem Polizisten gegenüber an, dass sie im Rahmen einer beruflichen Veränderung daran arbeite, einen Reiseblog zu erstellen. Der Prozess belaste sie stark, und ihr Partner habe kein Vertrauen, dass sie der Aufgabe gewachsen sei. An Laundrie wurden Kratzer festgestellt, deren Verursachung Petito gestand. Da keine Verstöße gegen geltendes Recht vorlagen, konnten beide ihre Reise fortsetzen.
Am 24. August wurde Petito in einem Hotel in Salt Lake City gesehen. Am 25. August telefonierte sie letztmalig mit ihrer Mutter und kündigte dabei die Weiterfahrt des Paares nach Wyoming an. Am 27. August besuchten Petito und Laundrie ein Restaurant in Jackson Hole in Wyoming; dies war der letzte Zeitpunkt, zu dem Petito gesichert lebend gesehen wurde. In der Folgezeit erhielt Petitos Mutter noch einige Textnachrichten vom Handy ihrer Tochter, die dieser aber nicht eindeutig zugeordnet werden konnten. Retrospektiv gaben einige Zeugen an, Petito und Laundrie in den Folgetagen in und um den Grand Teton National Park gesehen zu haben, diese Angaben konnten aber nicht bestätigt werden.
Am 1. September traf Laundrie mit dem Transit Connect alleine bei seinen Eltern in North Port ein und machte keine Angaben zum Verbleib Petitos.

## Ermittlungen

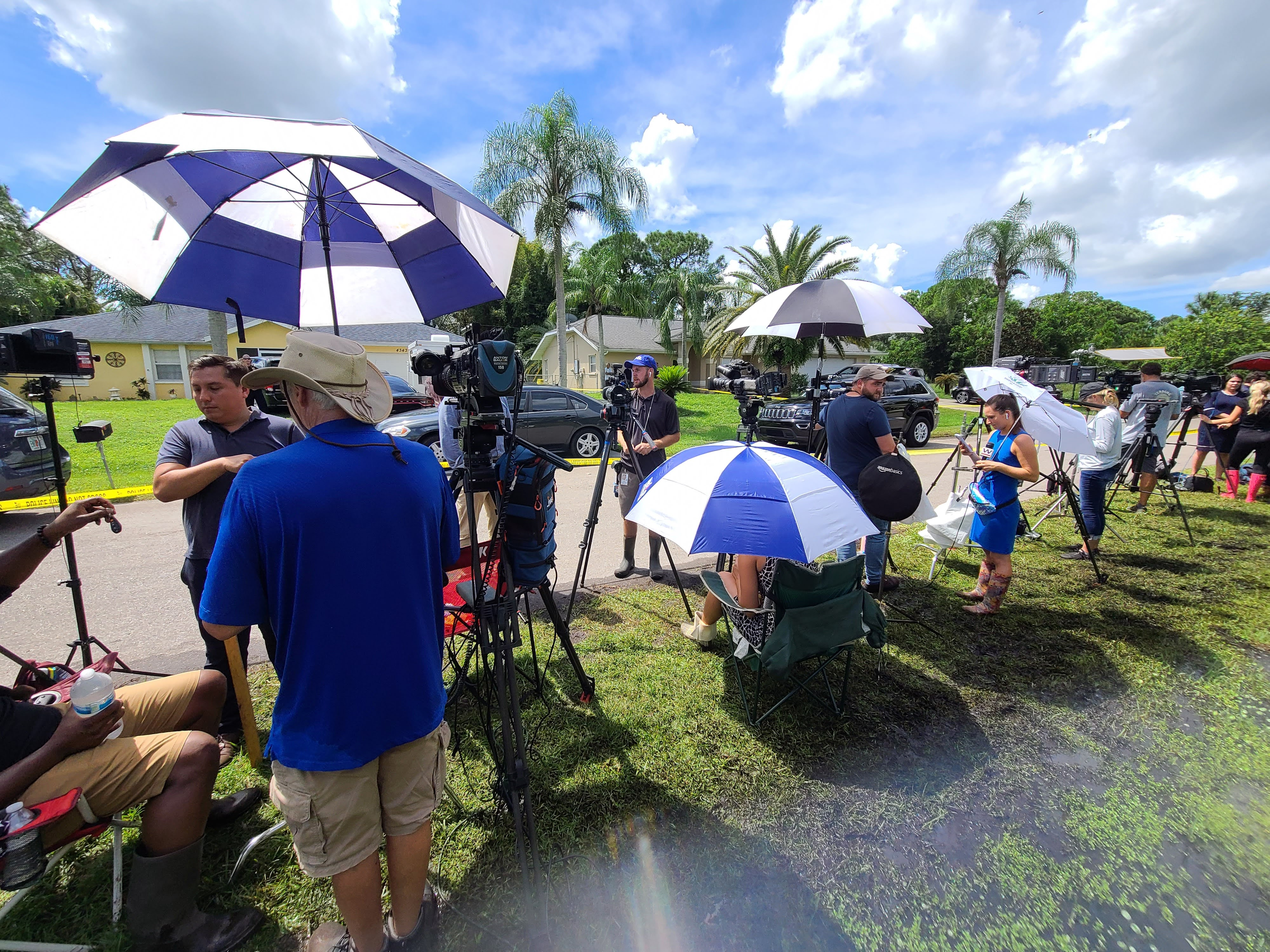
Journalisten vor dem Haus der Laundries

Am 11. September gab Petitos Familie eine Vermisstenanzeige auf. Die Polizei in Wyoming nahm die Suche nach ihr auf. Am 14. September ließ die Familie Laundrie verlautbaren, dass sie hoffe, dass Petito bald gefunden werde, und dass sich die Familie auf Anraten ihrer Rechtsberater nicht mehr zum Fall äußern wolle. Der 14. September war auch der letzte Tag, an dem Brian Laundrie lebend gesehen wurde. An diesem Tag begab er sich nach Auskunft seiner Eltern auf eine Wanderung im 20 Kilometer von North Port entfernten Naturschutzgebiet Carlton Reserve. Am Folgetag wurde er von den Behörden in North Point zur „person of interest“ erklärt. Dieser unbestimmte Rechtsbegriff der US-amerikanischen Exekutive bezeichnet Personen, die nach Ansicht der Polizei in ein Verbrechen involviert sind, bei denen aber keine hinreichenden Beweise für eine Verhaftung vorliegen.
In den sozialen Medien beteiligten sich Hunderttausende US-Amerikaner an der Suche nach Petito. Durch Analysevideos der Stand-up-Komikerin Paris Campbell auf der Plattform Tik Tok wurde ein YouTuber-Pärchen auf den Fall aufmerksam. Dieses hatte im Bridger-Teton National Forest einen weißen Transit Connect fotografiert, den sie nach Abgleich mit Campbells Videos als das Fahrzeug von Petito und Laundrie identifizierten. Sie wiesen das FBI auf die Örtlichkeit hin, an der das Foto aufgenommen wurde.
Am 19. September gaben staatliche Stellen bekannt, dass menschliche Überreste, die aufgrund des Hinweises des YouTuber-Pärchens bei einem Campingplatz im Grand-Teton-Nationalpark in Wyoming gefunden worden waren, als Überreste von Petito identifiziert werden konnten und diese durch ein Tötungsdelikt gestorben war. Ein Gerichtsmediziner stellte stumpfe Gewalteinwirkung an Kopf und Hals sowie Strangulation als Todesursachen fest. Der Todeszeitpunkt ließ sich nicht exakt ermitteln, die genauestmögliche Einschätzung lautet „um den 28. August herum“.

## Suche nach Brian Laundrie
Aufgrund eines Hinweises von Laundries Eltern durchsuchten die Behörden zunächst das etwa 10.000 Hektar große Naturschutzgebiet Carlton Reserve. Am 23. September stellte der United States District Court für Wyoming einen Haftbefehl für Laundrie aus, allerdings nicht wegen einer möglichen Verwicklung in Petitos Tod (für die es zu diesem Zeitpunkt noch keine Indizien gab), sondern weil Laundrie am 30. August und 1. September mit Petitos Bankkarte Geld abgehoben hatte.
Laundries Leiche wurde im Myakkahatchee Creek Environmental Park, einem Sumpfgebiet bei North Port, gefunden. Bei der Leiche fanden die Ermittler Laundries Rucksack, eine Schusswaffe und ein Notizbuch. Als Todesursache wurde eine von Laundrie herbeigeführte Schusswunde festgestellt.
Am 21. Januar 2022 teilte das FBI mit, dass Laundrie in dem bei seiner Leiche gefundenen Notizbuch ein schriftliches Geständnis abgelegt habe, nach dem er Petito getötet habe. Er habe seine Tat damit begründet, dass sich Petito in unwegsamem Gelände eine Verletzung zugezogen habe und er sie von ihren Schmerzen habe „erlösen“ wollen. Als Ergebnis der Ermittlungen hielt das FBI fest, dass Laundrie eindeutig für den Tod von Petito verantwortlich sei. Die Ermittler teilten weiterhin mit, dass alle Textnachrichten, die nach Petitos Verschwinden zwischen ihrem und Laundries Handy hin- und hergeschickt wurden, von Laundrie geschrieben worden waren, um die Ermittler in die Irre zu führen.

## Zivilprozess
Während die strafrechtliche Aufarbeitung des Falls mit der Feststellung des Todes des mutmaßlichen Täters abgeschlossen war, stand der Weg für die Geltendmachung eventueller zivilrechtlicher Ansprüche weiterhin offen.
Im März 2022 verklagte das Ehepaar Petito das Ehepaar Laundrie, weil letzteres Informationen über den Tod von Gabby Petito zurückgehalten und den Petitos so „Leid und emotionalen Stress“ zugefügt hätten. Mitbeklagt wurde der Anwalt der Laundries, Steve Bertolino.
Im Rahmen der zivilrechtlichen Anhörungen kamen weitere Details des Fallablaufs ans Licht. So hatte Laundrie seine Eltern in den zwei Tagen nach Petitos Tod etwa 20 Mal angerufen und unter anderem mitgeteilt, dass Petito „gone“ sei (was im Deutschen sowohl „verschwunden“ als auch „tot“ heißen kann) und er einen Anwalt benötige. Sein Vater Christopher gab an, Laundries Äußerungen nur dahingehend interpretiert zu haben, dass sein Sohn in Schwierigkeiten stecke, während er nicht in Erwägung gezogen habe, dass Petito etwas zugestoßen sei.
Im Februar 2024 kam es zu einer nichtöffentlichen außergerichtlichen Einigung der beiden Parteien.

## Nachwirkungen
Verschiedene Medien machten darauf aufmerksam, dass die aufwändige Suche nach Petito und Laundrie auf ein enormes Medienecho zurückgehe, das Vermisstenfällen mit Beteiligung nicht-weißer Personen nicht zuteil werde. Der Fall wurde entsprechend dem Missing white woman syndrome zugeordnet.
Der US-Kabelsender Lifetime Television produzierte mit The Gabby Petito Story einen Fernsehfilm, der den Kriminalfall zum Inhalt hat. Regie führte Thora Birch, Petito wurde von Skyler Samuels gespielt. Im Februar 2025 erschien die Dokumentation American Murder: Gabby Petito auf dem Streaming-Sender Netflix.